# One More Sleep
"One More Sleep" é uma canção da cantora britânica Leona Lewis, gravada para o seu quarto álbum de estúdio Christmas, with Love. Foi composta pela própria com o auxílio de Richard Stannard, Iain James, Jez Ashurst e Bradford Ellis, sendo que a sua produção esteve a cargo de Biffco e Ash Howes. O seu lançamento como single do projeto ocorreu a 5 de novembro de 2013 em formato digital na iTunes Store através da Sony Music Entertainment.

## Faixas e formatos
| Descarga digital |                  |         |  |
| N.º              | Título           | Duração |  |
| 1.               | "One More Sleep" | 3:59    |  |

| EP digital de remisturas |                                      |         |  |
| N.º                      | Título                               | Duração |  |
| 1.                       | "One More Sleep"                     | 4:01    |  |
| 2.                       | "One More Sleep (Instrumental)"      | 3:58    |  |
| 3.                       | "One More Sleep (Cahill Club Mix)"   | 6:07    |  |
| 4.                       | "One More Sleep (Cahill Radio Edit)" | 3:47    |  |

## Desempenho nas tabelas musicais

### Posições
| Tabela musical (2013)                            | Melhor posição |
| ------------------------------------------------ | -------------- |
| Bélgica - Ultratip (Flandres)                    | 83             |
| Canadá - Canadian Hot 100                        | 92             |
| Coreia do Sul - Digital International Chart      | 38             |
| Escócia - Scottish Singles Chart                 | 3              |
| Estados Unidos - Billboard Adult Contemporary    | 10             |
| Estados Unidos - Billboard Holiday Digital Songs | 23             |
| Irlanda - Top 100 Singles                        | 19             |
| Reino Unido - UK Singles Chart                   | 3              |

## Histórico de lançamento
| País           | Data                   | Formato          | Editora discográfica |
| -------------- | ---------------------- | ---------------- | -------------------- |
| Estados Unidos | 5 de novembro de 2013  | Descarga digital | RCA                  |
| Irlanda        | 29 de novembro de 2013 | Descarga digital | Sony Music           |
| Suíça          | 29 de novembro de 2013 | Descarga digital | Sony Music           |
| Reino Unido    | 29 de novembro de 2013 | Descarga digital | Syco                 |
| França         | 2 de dezembro de 2013  | Descarga digital | Sony Music           |
| Portugal       | 2 de dezembro de 2013  | Descarga digital | Sony Music           |